# Krzysztof Poniński
Krzysztof hrabia Poniński (niem. Christoph Graf von Poniński (ur. 15 lipca 1802 w Dębowym Gaju (niem. Siebeneichen) w powiecie lwóweckim; zm. 5 maja 1876 we Wrocławiu) – śląski landrat (starosta), właściciel dóbr rycerskich i polityk.

## Życie
Krzysztof hrabia Poniński pochodził z polskiej rodziny szlacheckiej Ponińskich herbu Łodzia. Był synem Ignacego Augusta hrabiego Ponińskiego (1759–1831) i Friederike Charlotte hrabianki von Dohna-Vianen. Jego braćmi byli Wilhelm Fryderyk (1786–1854) – pruski major; Edward (1796–1818) – pruski leutnant, Adolf (1801–1878) pan na Hrehorowie i prawnik oraz August (1791–1832), który służył w pruskiej a następnie w austriackiej armii. Krzysztof ożenił się w 1832 r. z Bernhardine Wilhelmine Amalie hrabianką von Dohna-Schlodien. Jego córka Wally hrabianka Ponińska (1833–1912) założyła dom diakonek na wrocławskich Gliniankach.
Krzysztof Poniński rozpoczął w 1822 r. studia prawnicze w Heidelbergu. W 1828 r. pracował w sądzie miejskim we Wrocławiu. W latach 1840–1851 był starostą powiatu lwóweckiego. Następnie otrzymał przeniesienie na takie samo stanowisko w powiecie Randow. Jeszcze w 1851 r. został starszym radcą w wydziale spraw wewnętrznych w Poczdamie. W 1867 r. został powołany na wiceprezydenta rejencji wrocławskiej. 
Krzysztof hrabia Poniński był w latach 1849–1851 członkiem drugiej izby pruskiego landtagu. W latach czterdziestych XIX w. należały do niego dobra rycerskie w powiecie lwóweckim: Bielanka, Radomiłowice i Dębowy Gaj. Przyznano mu następujące odznaczenia: Order Orła Czerwonego trzeciej klasy z wstęgą, krzyż rycerski królewskiego Orderu Hohenzollernów, książęcy order Hohenzollernów trzeciej klasy, saksoński Order Alberta (Komtur I klasy) oraz książęcy schwarzenburski krzyż honorowy pierwszej klasy.